# New Beverly Cinema
Le New Beverly Cinema est une salle de cinéma historique de Los Angeles en Californie. Construit dans les années 1920, il est le cinéma de répertoire le plus ancien de la région. Il est depuis 2007 la propriété du cinéaste Quentin Tarantino. Avant d'être un cinéma, l'établissement a notamment été un théâtre et un cinéma pornographique.

## Historique
La salle est conçue par les architectes John P. Edwards et Warren Frazier Overpeck. Elle est inaugurée en 1929, vraisemblablement comme boutique de friandises. Durant les années, l'établissement connait plusieurs noms et secteur d'activités.
Devenu une salle de spectacles, il accueille des artistes comme Dean Martin, Jerry Lewis, Jackie Gleason ou encore Phil Silvers. Il est ensuite converti en discothèque et rebaptisé Slapsy Maxie's, en clin d'œil au boxeur et acteur Maxie Rosenbloom.
À la fin des années 1950, l'établissement devient un cinéma, qui changera de nom et de style de films à travers le temps : le New Yorker Theater, the Europa (spécialisé dans le cinéma étranger), the Eros (cinéma pornographique) avant de prendre le nom de Beverly Cinema.

### Sherman Torgan
Le cinéma pornographique Eros ferme en septembre 1977 et change de direction quelques mois plus tard. En mai, 1978, le New Beverly Cinema débute par un double programme Un tramway nommé Désir / Le Dernier Tango à Paris.
Le propriétaire de l'époque, Sherman Torgan, déclare alors : « J'ai toujours senti que ce quartier, qui est de la classe moyenne et principalement juifs, devait avoir un cinéma responsable pour la communauté. Je n'étais pas pour un cinéma porno ici. Des gens du coin sont venus et ont écrit des lettres nous remerciant pour le changement ».
Dès lors, le New Beverly diffuse des doubles programmes, alternant en films modernes et classiques avec une grande variété de genres. Il est l'un des plus importants cinéma de répertoire (« revival house ») de Los Angeles. La plupart des établissements similaires d'autres villes fermeront leurs portes dans les années 1980-1990.
Le propriétaire de l'époque, Sherman Torgan, réalise lui-même la programmation de la salle, avec l'aide de son fils Michael. Dès 2002, le New Beverly accueille le Grindhouse Film Festival, un évènement organisé par des experts en films culte, Eric Caidin et Brian J. Quinn. En mars 2007, Quentin Tarantino organise pendant un mois des projections de sa collection personnelle de films pour promouvoir son projet Grindhouse.
Le 18 juillet 2007, Sherman Torgan décède d'une crise cardiaque, à l'âge de 63 ans.

### Quentin Tarantino

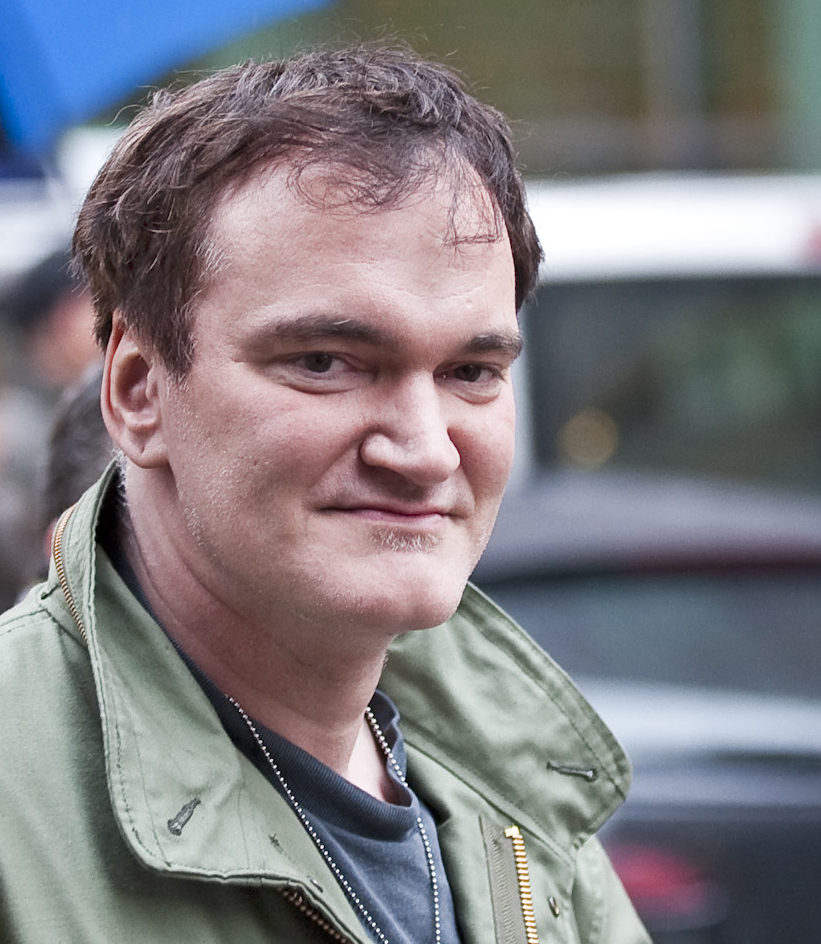
Quentin Tarantino, ici en 2009, a racheté le cinéma en 2007

En décembre 2007, Quentin Tarantino rachète le bâtiment, pour préserver le New Beverly et relancer ses activités. Il avait découvert cette salle en 1981, à l'occasion d'un double programme consacré à Jean-Luc Godard (Le Petit Soldat et Bande à part). The Hollywood Reporter révèle que le réalisateur-scénariste autorise la famille Torgan à continuer de gérer le cinéma et qu'il fera des suggestions de programmation de temps en temps. Le réalisateur de Pulp Fiction déclare notamment : « Aussi longtemps que je serai en vie, et que je serai riche, le New Beverly sera là, montrant des doubles programmes en 35 mm ».
De décembre 2007 à septembre 2014, le New Beverly est géré par Michael Torgan, fils du précédent propriétaire. Quentin Tarantino finance la rénovation de la salle, notamment tous les sièges et éclairages, ainsi que l'installation d'un projecteur numérique (utilisé occasionnellement).
En septembre 2014, après sept ans de propriété, Quentin Tarantino annonce que le cinéma programmera désormais exclusivement des doubles programmes en 35 mm (ou éventuellement 16 mm), avec certaines copies issues de la collection personnelle du réalisateur. Quentin Tarantino explique vouloir proposer « un cinéma populaire et démocratique, avec un esprit bon enfant » tout en plébiscitant le format pellicule 35 mm : « Les couleurs d'origine subsistent et, plus subtilement, le sentiment du temps qui passe ». La nouvelle programmation débute le mois suivant avec deux films de Paul Mazursky : Bob et Carole et Ted et Alice (1969) et Les Choses de l'amour (1973).
En plus de films vintage, le cinéma entend proposer des services comme dans les cinéma anciens. Ainsi, des ouvreuses vendent du pop-corn et des burgers dans les allées de la salle. Le marketing des lieux a réussi à en faire un lieu branché, fréquenté par la jeunesse de Los Angeles. 
En janvier 2016, les doubles programmes sont suspendus pendant un mois, au profit de la roadshow version 35 mm du nouveau film de Quentin Tarantino, Les Huit Salopards. Les doubles programmes reprennent en février, avec Les Huit Salopards et des films ayant influencé Quentin Tarantino pour ce western.
En décembre 2017, il est annoncé que le New Beverly fermera un temps en 2018 pour procéder à des changements et améliorations. En novembre 2018, il est annoncé qu'il rouvrira le 1er décembre.
À partir du 25 juillet 2019, la diffusion de doubles programmes est à nouveau stoppée pour projeter Once Upon a Time… in Hollywood. Le cinéma est alors redécoré avec de vieilles affiches (dont certaines de films fictifs créées pour les besoins du film) ainsi que des accessoires du film. La projection est agrémentée de scènes inédites de Bounty Law (la série fictive dans laquelle joue le personnage principal) et de vieilles bandes annonces des films qui ont inspiré le long métrage. La dernière des projections de Once Upon a Time… in Hollywood a lieu le 29 février 2020.
En raison de la pandémie de Covid-19, le cinéma est fermé à partir du 16 mars 2020, selon les ordres du maire de la ville, Eric Garcetti,. Pendant le confinement, Quentin Tarantino publie de nombreux articles et critiques sur le site officiel du cinéma.
En mai 2020, la façade du cinéma est vandalisée lors d'une manifestation pour protester contre la mort de George Floyd.

## Dans la culture populaire
- Une affiche du planning des sorties de juillet 1993 du New Beverly est visible dans le quatrième épisode du sitcom Sauvés par le gong : Les Années lycée[20].
- Dans la comédie Swingers (1996) de Doug Liman, un planning des sorties du cinéma est présent près d'un réfrigérateur.
- Dans son autobiographie Silver Screen Fiend parue en 2015, Patton Oswalt revient sur l’obsession qu'il a pour le New Beverly, où il aurait vu 720 films entre 1995 et 1999[21].
- Le documentaire Videostore (2017), tourné en 16 mm, débute par un plan de l'ancien propriétaire, Sherman Torgan, plaçant des lettres sur la façade du New Beverly. Le documentaire contient des interviews tournées dans la salle[22],[23].
- Le New Beverly est indirectement cité dans Once Upon a Time… in Hollywood. En entrant dans le restaurant El Coyote Cafe (en), Sharon Tate remarque qu'il y a une avant-première dans un cinéma à côté. Elle demande à son ami Jay Sebring si les films pornographiques ont des avant-premières. Avant d'être le New Beverly, la salle était un cinéma diffusant des films pornographiques, le Eros[24]. Dans le roman inspiré du film, Il était une fois à Hollywood, le personnage de Cliff Booth se rend au Eros pour voir un double programme.
- Une scène du film Burying the Ex (2014) de Joe Dante a été tournée au New Beverly[25].
- Dans le clip de Summer Girl du groupe Haim, réalisé par Paul Thomas Anderson, on peut voir le New Beverly. La chanteuse Danielle Haim y incarne une ouvreuse[26].
- En 2025, Brad Pitt y tourne des scènes de The Adventures of Cliff Booth de David Fincher, suite de Once Upon a Time… in Hollywood (2019) de Quentin Tarantino[27].